# جیسکا ماوروما
جیسکا ماوروما (به اسپانیایی: Jisk'a Mawruma) یک کوه در پرو است که در  منطقه پونو واقع شده‌ است. جیسکا ماوروما ۵٬۰۰۰ متر بالاتر از سطح دریا واقع شده‌ است.